# 大连新闻传媒集团
大连新闻传媒集团，是一家位于中国辽宁省大连市的市级媒体机构，于2018年8月31日成立，由大连报业集团、大连广播电视台、大连京剧院、大连舞美设计中心、团市委宣传教育中心等11个单位融合而成。为中共大连市委直属事业单位，行政级别为正厅级，统一运营大连市域范围内的报纸、广播、电视、网站和新媒体，并负责全市新闻、广播电视和文化事业的发展。
中国大陆类似的单位有天津海河传媒中心。

## 旗下媒体与资产
2018年12月3日，大连新闻传媒集团和中国农业银行股份有限公司大连市分行签署全面战略合作协议。农行大连市分行将在未来5年向大连新闻传媒集团提供40亿元意向性信用额度，以满足大连新闻传媒集团资金需求。
以下为大连新闻传媒集团现有的媒体与资产列表。

### 报刊
- 《大连日报》
- 《大连晚报》
- 《老友时代报》
- 《东北之窗》
- 《海燕》
- 《少年大世界》
- 《青少年科苑》

### 电视频道与广播频率
大连新闻传媒集团的广播电视频道以“大连广播电视台”的名义播出。

### 网站、新媒体
- 大连新闻网
- 「大连云」